# Torrino Torrigiani
Il torrino Torrigiani è un edificio che fa parte del giardino Torrigiani, vasto parco privato nel centro storico di Firenze.

## Storia
I primi acquisti promossi dai Torrigiani in questa zona risalgono al 1531, incrementati a più riprese. Il marchese Pietro Torrigiani, che entrò in possesso della proprietà nel 1798, estese l'area fino alle mura ed ad altre zone limitrofe, fino a giungere nel 1817 a una superficie di dieci ettari. Con l'obiettivo di dare un carattere unitario all'intero possedimento, il marchese Torrigiani incaricò fin dal 1813 Luigi de Cambray Digny della realizzazione del nuovo giardino. Benché il prosieguo dei lavori sia stato diretto dallo stesso Pietro Torrigiani (coadiuvato da Vincenzo Palchetti per la vegetazione), è certo da considerare determinante l'apporto di Cambray Digny, anche per l'estesa simbologia legata al mondo dell'Arcadia e a quello massonico ed esoterico, che sottende ai percorsi del giardino, di tale complessità da rendere necessaria la predisposizione di una guida per la visita, edita nel 1824.
Nei lavori venne ugualmente coinvolto Gaetano Baccani (subentrato nel 1819 nella progettazione e direzione dei lavori a seguito delle dimissioni del Digny), autore del torrino neogotico che caratterizza fortemente il giardino (evidente riferimento all'arme della famiglia) e di molti altri interventi lungo l'itinerario.

## Descrizione
Il torrino è infatti uno degli elementi più rappresentativi di questo spazio: eretto nel 1824, al posto di una Kaffeehouse prevista dal Cambray-Digny, e alto 22 metri (ma il fatto di trovarsi su una collinetta artificiale ne aumenta l'impatto visivo), allude con i suoi tre livelli ai tre gradi del processo di iniziazione al mondo massonico. 

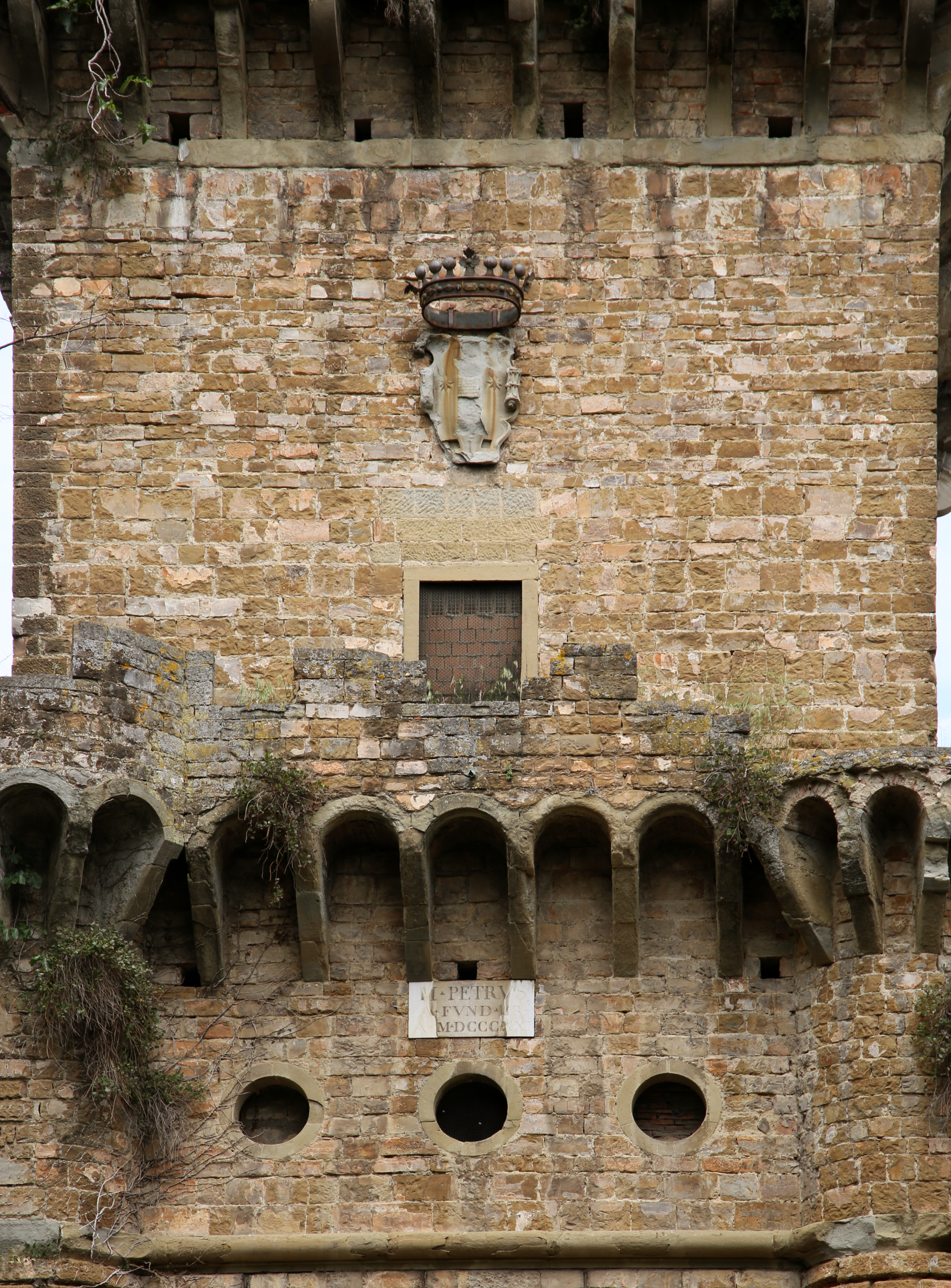
Ballatoio esterno, stemma Torrigiani e lapide con data e nome fondatore

All'esterno infatti la torre, ispirandosi a opere antiche come il faro di Alessandria, si presenta quadrata ai primi due livelli, poi diviene ottagonale, ed è infine sormontata da un elemento cilindrico, dove il quadrato rappresenta la conoscenza umana più "rozza" che si affina, salendo, verso la forma divina per eccellenza, il cerchio. La conformazione interna è ancora diversa: è infatti a pianta ottagonale laddove il volume esterno si presenta quadrato, per divenire a tronco di cono in corrispondenza dell'esterno ottagonale. Il piano interrato, voltato, destinato a magazzino, è accessibile da un punto della collina posto più a valle. Il primo piano era adibito a libreria, mentre il secondo, un suggestivo ed arioso ambiente a doppia altezza, illuminato da feritoie e da oculi, da cui lo sguardo giunge fino alla sommità della lanterna, era destinato allo studio degli astri, per cui vi dovevano essere strumenti astronomici e telescopi, funzione che non ebbe mai. I piani sono collegati da una scala elicoidale che termina al di sopra dell'ultima terrazza, avvolgendosi attorno al cilindro che conclude la torre, conducendo il visitatore attraverso la semioscurità, quasi carceraria, della stanza terrena ad una lenta ascesa verso l'osservatorio celeste, con una progressiva apertura alla luce. In corrispondenza di ogni piano è possibile uscire all'esterno su un ballatoio merlato che circonda la torre. 
Nella pratica era adibito a 'specola' astronomica e ospitava una biblioteca, una raccolta di strumenti astronomici e di armi, e sulla sommità una terrazza scoperta per l'osservazione del cielo. 
La torre, che rappresenta il blasone di famiglia (un'arme parlante con una torre sormontato da tre stelle), assurge a celebrazione della famiglia stessa, anche grazie le decorazioni presenti all'interno: una medaglia con il ritratto di Pietro Torrigiani, situata nella chiave di volta del secondo livello, i dipinti delle armi gentilizie dei Torrigiani e delle famiglie con essi imparentati, situati sulle pareti, ormai scolorite dal tempo. 
Da vari anni, per gravi problemi statici, la fabbrica è transennata.

## Bibliografia

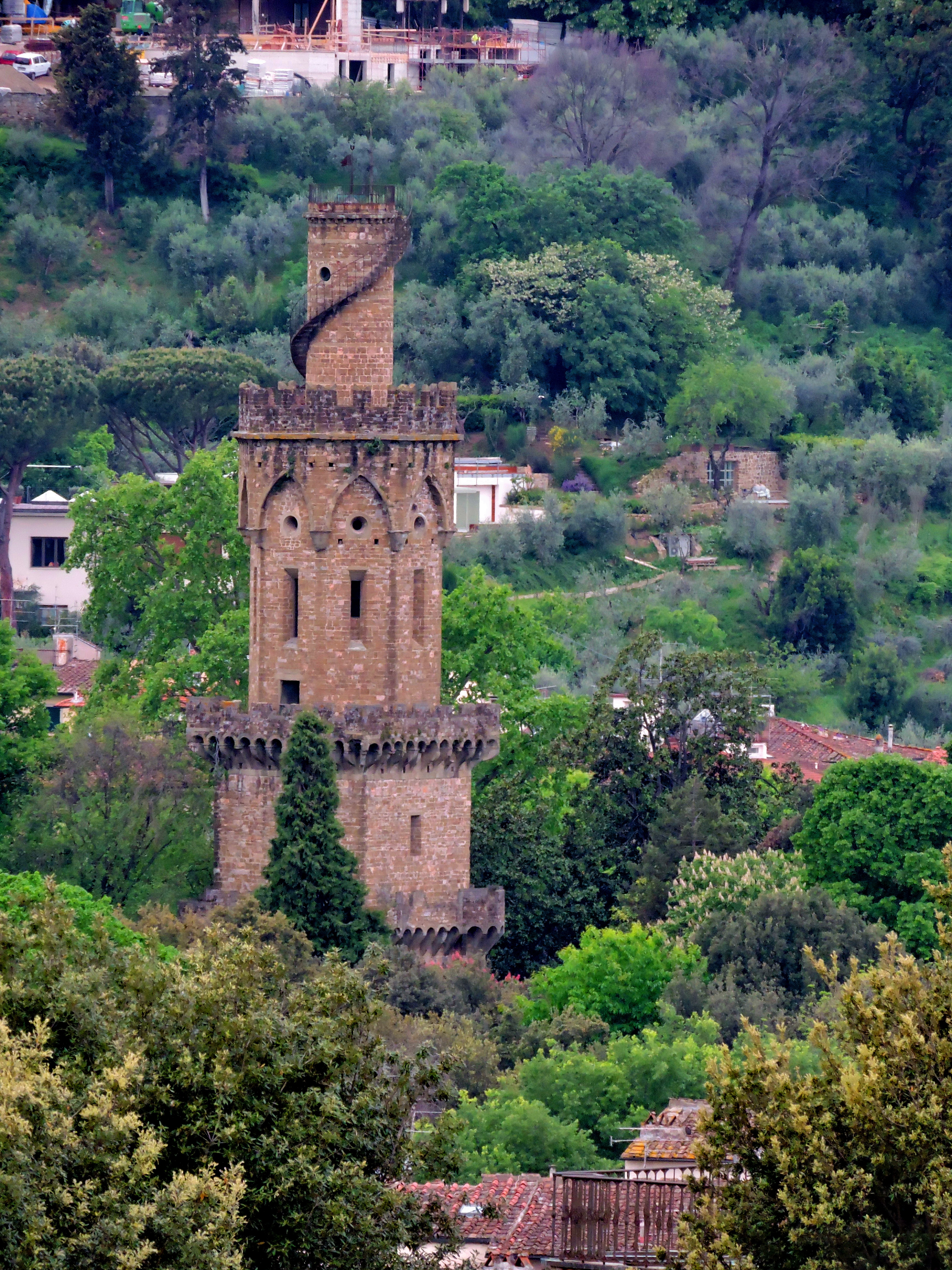
La torre nel panorama cittadino

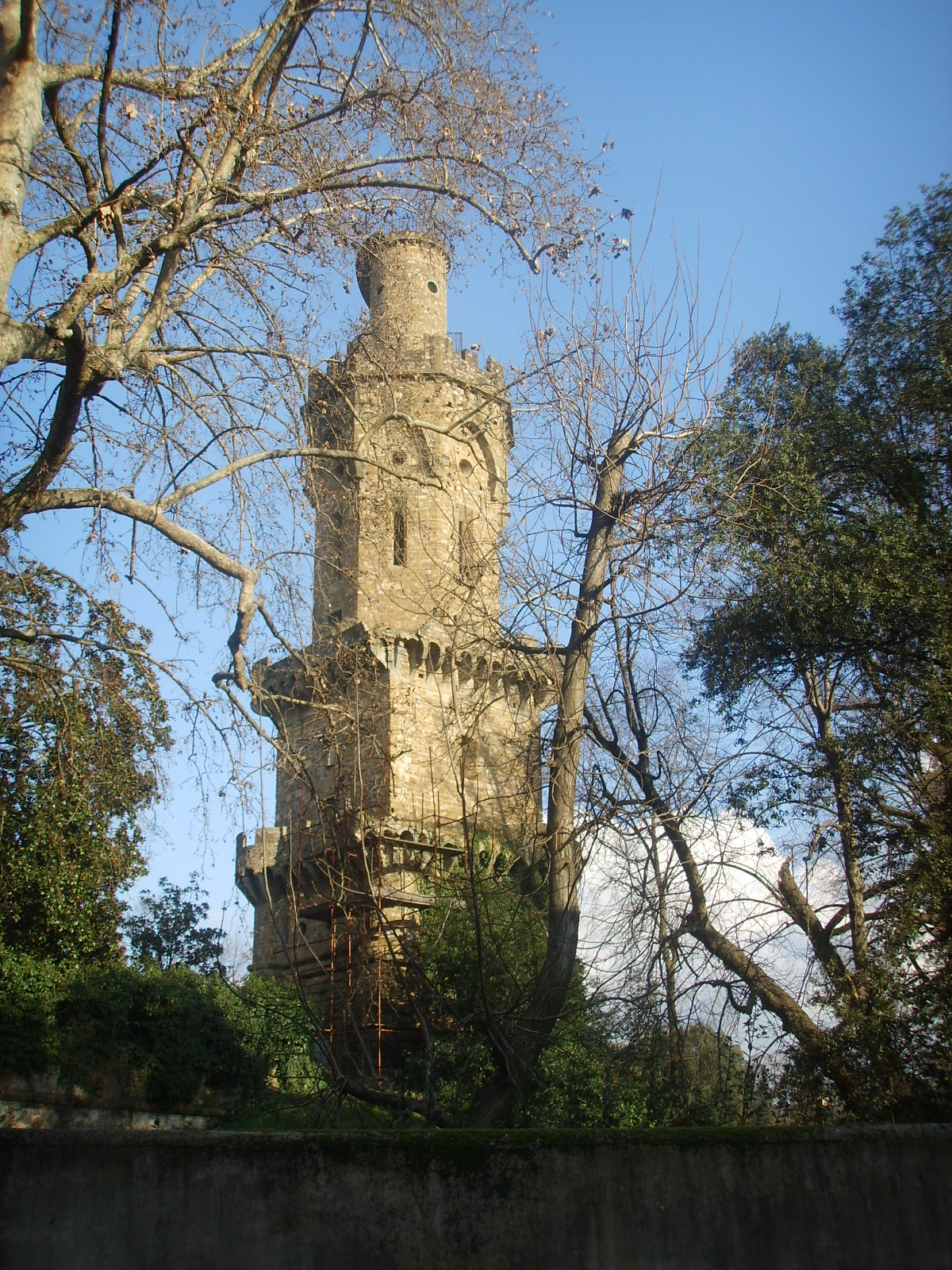
La torre vista dalle mura di Firenze